# Hortalotarsus
Hortalotarsus (лат.) (этимология неясна; вероятно, «предплюсна молодой птицы») — сомнительный род динозавров-завроподоморф, окаменелые остатки которого были обнаружены в отложениях ранней юры (синемюр) формации Кларенс в Южной Африке.

## Открытие и наименование
Типовой вид, Hortalotarsus skirtopodus, был описан Гарри Сили в 1894 году (изначально как вид Thecodontosaurus). Голотип AM 455, состоящий ныне только из большеберцовой, малоберцовой костей и фаланг пальцев (хотя изначально присутствовала большая часть скелета, включая рёбра, возможные позвонки, возможные подвздошную, бедренную и плечевую кости, а также возможную лопатку), был обнаружен Уильямом Хорнером Уоллесом (William Horner Wallace) 11 июля 1888 года в Баркли Ист (Barkly East), ЮАР.
Согласно Роберту Бруму (1911), «первоначально большая часть скелета находилась в скале, и местные фермеры считали его скелетом бушмена; по слухам, он был уничтожен из-за опасений о том, что скелет бушмена в скале может ослабить религиозные убеждения молодёжи». Однако Сили утверждает, что бо́льшая часть скелета была утрачена в результате неудачной попытки извлечь его из скалы с помощью пороха. Уцелело лишь несколько фрагментов костей ног.

## Классификация
Hortalotarsus впоследствии рассматривался либо как синоним массоспондила, либо как самостоятельный род, принадлежащий к Anchisauridae.. В работах Galton и Cluver (1976) и Galton и Upchurch (2004) этот род рассматривался как nomen dubium.
Hortalotarsus рассматривается как член семейства Massospondylidae.